# Santiago Legarre
Santiago Legarre (Buenos Aires, 24 de mayo de 1968) es un autor, profesor y abogado argentino. Profesor de Derecho Constitucional en la Universidad Católica Argentina (UCA), con proyección en los Estados Unidos y en África. Se desempeña como investigador del CONICET.

## Biografía
Recibió su título de abogado en 1992 en la UCA, luego de lo cual obtuvo un Master of Studies in Legal Research de la Universidad de Oxford y un doctorado de la Universidad de Buenos Aires. Su tesis de maestría fue publicada en 2007 por la University of Pennsylvania Journal of Constitutional Law, con el título «The Historical Background of the Police Power».
Apenas recibido de abogado, Legarre trabajó durante dos años como secretario letrado de la Corte Suprema de Justicia de la Nación. Fruto de este trabajo fue su primer libro, El requisito de la trascendencia en el recurso extraordinario, con prólogo del profesor Germán Bidart Campos, publicado en 1994 por la editorial Abeledo-Perrot.
A partir de 1995 se volcó a la docencia universitaria a tiempo completo, labor en la que se ha mantenido hasta la actualidad. Durante doce años, se desempeñó en la Universidad Austral y, desde 2007, en la Universidad Católica Argentina. Desde 2003, comenzó también a dar clases de Derecho Constitucional Comparado en Estados Unidos, como profesor visitante; primero, en la Universidad Estatal de Luisiana y, a partir de 2012, en la Universidad de Notre Dame, en Indiana. Ese mismo año formó parte del plantel de docentes que fundaron la Strathmore Law School, en Nairobi (Kenia), en la que todavía se desempeña como profesor visitante y en la que desarrolló un novedoso sistema de enseñanza del Derecho a través de dibujos. Uno de los frutos de su paso por suelo africano fue su relato de viajes Un profesor suelto en África, publicado por la Editorial Claridad. En 2017 el libro fue presentado en la ciudad de La Cumbre (Córdoba) y en San Miguel de Tucumán. En 2019 Claridad publicó un nuevo libro, titulado El safari de la vida, que constituye una secuela del anterior. En 2021 la misma editorial publicó Un profesor suelto en China, relato de un nuevo viaje de su autor. El libro fue presentado en 2021 en el Castillo de Mandl (Córdoba) y en 2023 en la Biblioteca del Círculo del Magisterio (Tucumán). Claridad volvió a sumar a Legarre en su catálogo en 2024, con la publicación de Suelto en África. De este modo, se completó una trilogía africana, compuesta también por los ya aludidos Un profesor suelto en África y El safari de la vida.
Legarre enseña y escribe principalmente sobre Derecho constitucional y Filosofía del derecho. Ha publicado cuatro libros y coeditado tres más. Su tercer libro, Ensayos de Derecho Constitucional (2014) recoge buena parte de sus más de setenta artículos académicos, muchos de los cuales fueron publicados en el extranjero, en inglés. Su último libro académico, titulado Obligatoriedad atenuada de la jurisprudencia de la Corte Suprema de Justicia de la Nación, fue publicado por la Editorial Ábaco en abril de 2016.
Desde 2008 ha comenzado en la UCA un Taller de Escritura para estudiantes de Derecho, por el cual ya han pasado cientos de alumnos. Con un grupo de ellos, Legarre fundó una revista digital de cultura para jóvenes (Sed Contra), que va por el volumen número 30 y ha publicado trabajos de más de doscientos estudiantes. En conexión con este proyecto, comenzó a publicar con cierta frecuencia sobre temas de actualidad en la página de opinión del diario La Nación. Más recientemente, también le han publicado la Revista de Cultura Ñ, de Clarín y el diario Perfil. Durante la pandemia de 2020, escribió para la prensa columnas en las que intentó aportar ánimo e ideas en circunstancias agobiantes. En 2022, y junto con un variado grupo de sus estudiantes, Legarre comenzó un podcast titulado «Ser profesor», en el cual comparte sus experiencias de treinta años de enseñanza universitaria.
Desde noviembre de 2013, Legarre cuenta con dos canales de YouTube, en los que publica y difunde videos sobre sus actividades académicas en distintos países del mundo, así como sobre las actividades artísticas que los estudiantes despliegan en el marco de sus clases (especialmente en África).
Legarre es investigador principal del Consejo Nacional de Investigaciones Científicas y Técnicas (CONICET). Es conjuez del Poder Judicial de la Ciudad Autónoma de Buenos Aires. Baterista aficionado, de tarde en tarde toca en festivales con algunos de sus alumnos.